# Temporada 1976 del Campeonato de España de Rally
La temporada 1976 fue la edición 20.ª del Campeonato de España de Rally. El calendario estaba compuesto de quince pruebas puntuables de las cuales el Rally Costa Brava, Firestone y Rally de España eran puntuables para el campeonato de Europa. Además se incluyeron cuatro pruebas del extranjero que también sumaban puntos para el campeonato: Criterium D'Alpin, 24 Heures D'Ypres, Polsky Rally y Cyprus Rallye.

## Calendario
- Todas las pruebas eran también puntuables para el campeonato femenino.

| N.º | Fecha              | Rally                                    | Superficie     | Series |
| --- | ------------------ | ---------------------------------------- | -------------- | ------ |
| 1   | 13-15 de febrero   | 24.º Rally Costa Brava                   | Asfalto        | Europa |
| 2   | 28-29 de febrero   | 17.º Rally Vasco Navarro                 | Asfalto        |        |
| 3   | 6-7 de marzo       | 6.º Critérium Montseny-Guilleries        | Asfalto        |        |
| 4   | 6-7 de marzo       | 10.º Rally Internacional Firestone       | Asfalto/tierra | Europa |
| 5   | 27-28 de marzo     | 17.º Rally Fallas                        | Asfalto        |        |
| 6   | 15-16 de mayo      | 8.º 500 Kilómetros Nocturnos de Alicante | Asfalto        |        |
| 7   | 29-30 de mayo      | 13.º Critérium Luis de Baviera           | Asfalto        |        |
| 8   | 5-6 de junio       | 6.º Critérium de La Rioja                | Asfalto        |        |
| 9   | 26-27 de junio     | 9.º Rally de Orense                      | Asfalto        |        |
| 10  | 24-25 de julio     | 4.º Rally Islas Canarias                 | Asfalto/tierra |        |
| 11  | 21-22 de agosto    | 7.º Rally Ciudad del Ferrol              | Asfalto        |        |
| 12  | 22-24 de octubre   | 24.º RACE Rallye de España               | Asfalto/tierra | Europa |
| 13  | 6-7 de noviembre   | 18.º Rally 2000 Virajes                  | Asfalto        |        |
| 14  | 13-14 de noviembre | 12.º Rally Cataluña-Rally de las Cavas   | Asfalto/tierra |        |
| 15  | 4-5 de diciembre   | 13.º Rally Internacional Costa del Sol   | Asfalto        |        |

## Equipos
| Equipo            | Vehículo                | Piloto             | Copiloto                  | Rondas                  |
| Equipos oficiales | Equipos oficiales       | Equipos oficiales  | Equipos oficiales         | Equipos oficiales       |
| ----------------- | ----------------------- | ------------------ | ------------------------- | ----------------------- |
| SEAT competición  | SEAT 1430-1800          | Antonio Zanini     | Juan José Petisco         | 1, 3-5, 7, 12, 14       |
| SEAT competición  | SEAT 1430-1800          | Salvador Cañellas  | Daniel Ferrater           | 3-5, 7, 12-14           |
| Equipos privados  |                         |                    |                           |                         |
| Escudería Ourense | Ford Escort RS 1600 MKI | Beny Fernández     | Miguel Brasa              | 12                      |
| Escudería Ourense | BMW 2002 Tii            | Beny Fernández     | Miguel Brasa              | 1-2, 4, 7, 9, 11, 13-14 |
| Escudería Ourense | BMW 2002 Tii            | Beny Fernández     | José Luis Sala            | 15                      |
|                   | Lancia Stratos HF       | Jorge de Bagration | Manuel Barbeito           | 3, 5, 7, 11-12, 14-15   |
|                   | Porsche 911 Carrera     | Marc Etchebers     | Marie-Christine Etchebers | 2-3, 5-6, 11, 13, 15    |

## Resultados

### Campeonato de pilotos
| Pos. | Piloto                  | RCB | RVN | CMG | FIR | FAL | 500 | CLB | RIO | OUR | CAN | FER | ESP | 2VI | CAT | CDS | Puntos |
| ---- | ----------------------- | --- | --- | --- | --- | --- | --- | --- | --- | --- | --- | --- | --- | --- | --- | --- | ------ |
| 1.   | Antonio Zanini          | 1   |     | 1   | 1   | Ret |     | EXC |     |     |     |     | 2   |     | Ret |     | 500,4  |
| 2.   | Beny Fernández          | Ret | 2   |     | 3   |     |     | 1   |     | 1   |     | Ret | Ret | 5   | 6   | 9   | 326,4  |
| 3.   | Jorge de Bagration      |     |     | 2   |     | Ret |     | 2   |     |     |     | 2   | 1   |     | 1   | 2   | 321    |
| 4.   | Marc Etchebers          |     | 1   | Ret |     | 1   | 1   |     |     |     |     | 1   |     | 1   |     | 1   | 318,6  |
| 5.   | Salvador Cañellas       |     |     | 4   | 2   | Ret |     | Ret |     |     |     |     | 4   | Ret | 2   |     | 300,1  |
| 6.   | Julián Rosende          |     |     |     |     |     | 3   | 4   | 4   | 3   |     |     |     | 4   |     |     | 214,7  |
| 7.   | Claudi Caba             | 7   |     | 10  |     | 2   | 6   |     |     |     |     |     |     | 9   |     |     | 192,8  |
| 8.   | Octavio Candela         | 10  |     |     |     | 4   | 10  |     |     |     |     |     |     |     |     |     | 190,8  |
| 9.   | Carlos Trabado          |     |     |     |     |     | 2   | 3   | 2   | 2   |     |     |     |     |     |     | 189    |
| 10.  | Jorge Cid               |     |     |     |     |     |     |     |     |     |     | 4   |     | 3   | 5   |     | 168,9  |
|      | Hasta 166 clasificados. |     |     |     |     |     |     |     |     |     |     |     |     |     |     |     |        |

### Campeonato de marcas
| Pos. | Marca           | Puntos |
| ---- | --------------- | ------ |
| 1    | SEAT            | 81     |
| 2    | Chrysler España | 81     |
| 3    | Citroën         | 25     |
| 4    | Leyland Authi   | 7      |
| 5    | FASA Renault    | 3,5    |

### Campeonato de copilotos
| Pos. | Piloto                    | Puntos |
| ---- | ------------------------- | ------ |
| 1    | Juan José Petisco         | 183,4  |
| 2    | Marie-Christine Etchebers | 123,6  |
| 3    | Manuel F. Barbeito        | 120,4  |
| 4    | Daniel Ferrater           | 81,3   |
| 5    | Miguel Brasa              | 72,9   |
|      | Hasta 33 clasificados.    |        |

### Campeonato de conductores femeninos
| Pos. | Piloto            | Puntos |
| ---- | ----------------- | ------ |
| 1    | María José Ruedas | 150    |
| 2    | Nuria Llopis      | 123    |
| 3    | «Yolanda»         | 14     |
| 4    | María Luz María   | 10     |

### Campeonato de copilotos femeninos
| Pos. | Copiloto            | Puntos |
| ---- | ------------------- | ------ |
| 1.   | Ana Fuster          | 150    |
| 2.   | Paloma Landete      | 123    |
| 3.   | Mª Isabel Hernández | 14     |
| 4.   | Isabel López        | 10     |

### Desafío Simca
| Pos. | Piloto                | Puntos |
| ---- | --------------------- | ------ |
| 1.   | José Antonio Zorrilla | 1149,6 |
| 2.   | Jorge Cid             | 1105   |
| 3.   | Guillermo O'Shea      | 830,4  |
| 4.   | Juan Ignacio Canela   | 799,2  |
| 5.   | Buixeda               | 768,6  |
| 6.   | José Cortada          | 625,2  |
| 7.   | José Luis Echave      | 561,4  |
| 8.   | J. Balleteros         | 535    |
| 9.   | Nuria Llopis          | 404,8  |
| 10.  | Arturo de Onis        | 362,8  |

### Challenge Michelin Rallyes
| Pos. | Piloto                | Puntos |
| ---- | --------------------- | ------ |
| 1.   | Marc Etchebers        | 90     |
| 2.   | Jorge de Bagration    | 70     |
| 3.   | Beny Fernández        | 48     |
| 4.   | Julián Rosende        | 34     |
| 5.   | Salvador Cañellas     | 27     |
| 6.   | Pedro Bonet           | 23     |
| 7.   | M. A. Domínguez       | 15     |
| 7.   | Juan Carlos Pradera   | 15     |
| 9.   | Joan Caba             | 14     |
| 9.   | Josep María Fernández | 14     |